# Proboscidactyla ornata
Proboscidactyla ornata is een hydroïdpoliep uit de familie Proboscidactylidae. De poliep komt uit het geslacht Proboscidactyla. Proboscidactyla ornata werd in 1859 voor het eerst wetenschappelijk beschreven door McCrady. 